# متین بالسینی
متین بالِسینی (زادهٔ ۱ دسامبر ۱۳۷۹) شناگر اهل ایران است. او در شنای ۲۰۰ متر پروانهٔ مردان در المپیک تابستانی ۲۰۲۰ شرکت کرد و با زمان ۱:۵۹٫۹۷ دقیقه توانست رکورد این ماده را برای کشور ایران به زیر دو دقیقه برساند. بالسینی در بریتانیا درخواست پناهندگی داده است.